# شیطان هم می‌گرید ۴
شیطان هم می‌گرید ۴ (انگلیسی: Devil May Cry 4؛ ژاپنی: デビルメイクライ4) یک بازی ویدئویی در سبک اکشن-ماجراجویی و هک اند اسلش و چهارمین قسمت از مجموعه بازی‌های شیطان هم می‌گرید است که توسط شرکت کپ‌کام در سال ۲۰۰۸ برای کنسول‌های ایکس‌باکس ۳۶۰، پلی‌استیشن ۳ و همچنین مایکروسافت ویندوز به بازار عرضه شده است. این بازی توسط بینگو موریهاشی نویسندگی و توسط هیده‌آکی ایتسونو کارگردانی شده است. داستان بازی، ماجرای «نرو»، یک نوجوان دارای قدرت‌های شیطانی که مأموریت دارد تا «دانته»، شخصیت اصلی مجموعه، را متوقف کند را روایت می‌کند. دلیل این مأموریت، کشته‌شدن رهبر محفل شمشیر و شیاطین به دست «دانته» است. بازیکن کنترل «دانته» و «نرو» را بر عهده می‌گیرد و با استفاده از سلاح گرم، شمشیر و دیگر اسلحه‌ها، در نبردهایی با فاصله نزدیک با دشمنان می‌جنگد.
شیطان هم می‌گرید ۴ نخستین عنوان مجموعه است که همزمان برای چند کنسول عرضه شده است. در طول مراحل توسعه، کپ‌کام با استفاده از موتور بازی ام‌تی فریم‌ورک، قصد داشت تا کیفیت بصری یکسانی را در تمام نسخه‌ها طراحی کند. گروه ساخت بازی از حدود ۸۰ نفر تشکیل شده بود. «نرو» برای جذب بازیکنان جدید، در بازی گنجانده شد. محبوبیت «دانته» در میان بازیکنان، برای توسعه‌دهندگان چالش‌برانگیز بود، چرا که آنان قصد داشتند تا او را به عنوان یک شخصیت جانبی در بازی قرار دهند.
بازخوردهای منتقدان به شیطان هم می‌گرید ۴ مثبت بود. این عنوان برای درجه سختی چالش‌برانگیز، گرافیک و شخصیت‌پردازی «نرو» به عنوان یک قهرمان جدید مورد تحسین قرار گرفت. با این وجود، پس‌گرد در مراحل «دانته» و زاویه دوربین بازی، انتقادهایی را برانگیخت. بازی بیش از سه میلیون نسخه در سراسر جهان فروخت و پرفروش‌ترین عنوان مجموعه شد. پس از موفقیت این عنوان، بینگو موریهاشی داستان آن را در یک لایت ناول دو جلدی نوشت.
نسخه‌ای از بازی برای آی‌اواس با نام شیطان هم می‌گرید ۴: برگردان عرضه شد. نسخه‌ای بازسازی‌شده از بازی با نام شیطان هم می‌گرید ۴: نسخه ویژه در ژوئن ۲۰۱۵ عرضه شد. صداگذاری انگلیسی و ژاپنی، جلوه‌های بصری و بافت‌های ارتقایافته، بازطراحی میزان تعادل در بازی، پوشش‌ها و لباس‌های جدید و سه شخصیت قابل‌بازی جدید با نام‌های «ورژیل»، «لیدی» و «تریش»، از جمله محتویات این نسخه هستند. دنباله آن، تحت عنوان شیطان هم می‌گرید ۵، در ۸ مارس ۲۰۱۹ منتشر شد.

## مجموعه

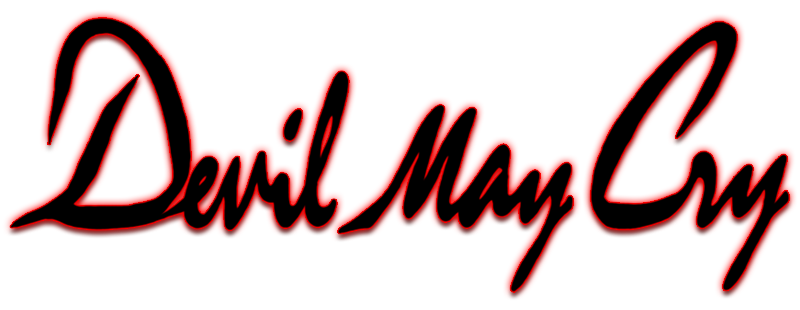
بازی ویدئویی در سبک اکشن-ماجراجویی و هک اند اسلش

### داستان
داستان مجموعه از آن‌جا شروع می‌شود که اسپاردا، شوالیه‌ای دلیر در محفل شمشیر، با ایوا ازدواج کرده و صاحب دو پسر با نام‌های «دانته» و «ورژیل» می‌شود. اسپاردا به دلیل دلاوری‌های خود، مشهور به «شوالیه افسانه‌ای تاریکی» است. او دو طلسم دارد که برای کارایی، باید در کنار هم قرار گیرند. این دو طلسم در جریان جشن تولد «دانته» و «ورژیل»، توسط ایوا به آن‌ها هدیه داده می‌شود. ایوا بعدتر و پس از پنهان کردن «دانته» از دست یک دیو و در حالی که دنبال «ورژیل» می‌گردد، توسط موندوس، شاهزاده دیومانند جهان زیرزمینی، در خانه‌اش واقع در شهر گور سرخ کشته می‌شود.
در شیطان هم می‌گرید ۲، «دانته» با ماتیر و لوسیا ملاقات می‌کند و برای به دست آوردن و فعال کردن جسمی به نام آرکاناس، همراه لوسیا می‌شود. این دو با کمک هم، دیوی به نام آریوس را شکست داده و از بین می‌برند. «دانته» هم در پایان این قسمت، با موتورسیکلت به سمت دنیای شیاطین می‌رود تا یک دیو باستانی را متوقف کند.
شیطان هم می‌گرید ۳: بیداری «دانته»، داستان نبرد بین «دانته» و «ورژیل» را روایت می‌کند. داستان این بازی، به برادری میان «دانته» و «ورژیل» و موضوع طلسم‌های در دست آنان می‌پردازد و مشخص می‌شود که «دانته» پسر تنی و «ورژیل»، پسر ناتنی اسپارداست. «ورژیل» قصد بازکردن دروازه جهنم را دارد، اما «دانته» جلوی برادرش می‌ایستد. در نهایت، «ورژیل» خود را در خانه پدری‌اش زندانی می‌کند و «دانته» را بیرون می‌فرستد. «دانته» در دمو آخر بازی، به خاطر این کار برادرش به گریه می‌افتد.
داستان این عنوان بعد از نسخهٔ سوم و نسخهٔ اول و پیش از نسخهٔ دوم اتفاق می‌افتد.

### توسعه
تمام مجموعه شیطان هم می‌گرید به جز نسخه اول، توسط هیدئاکی ایتسونو کارگردانی شده است و کارگردانی نسخه اول، بر عهده هیدکی کامیا بود. ایده ساخت چنین مجموعه‌ای، پس از ساخت رزیدنت ایول ۴ و در سال ۱۹۹۹ به وجود آمد. این نسخه، برای پلی‌استیشن ۲ عرضه شد. نام شخصیت اصلی، در ابتدا قرار بود «تونی» باشد، اما توسط شینجی میکامی به «دانته» تغییر یافت. نام «شیطان هم می‌گرید»، در نوامبر ۲۰۰۰ مشخص شد. موفقیت این عنوان، منجر به ساخت شیطان هم می‌گرید ۲ و در ادامه، شیطان هم می‌گرید ۳: بیداری «دانته» شد. نسخه سوم، همچنین دارای یک نسخه ویژه هم بود. این نسخه، شامل تغییراتی در گیم‌پلی، محتویات بیشتر بازی و امکان بازی کردن با «ورژیل» بود و مرحله‌ای به آن اضافه می‌شد تحت عنوان مکان خونی که ۹۹۹۹ مرحله داشت و گیم‌پلی متعادل‌تر و ۲۰ درصد سریع‌تر بود. غول آخر دیگری با نام دلقک هم به بازی افزوده شد. علاوه بر این محتویات اضافه، نسخه ویژه به دلیل عرضه در پنجمین سالگرد مجموعه، شامل سه نسخه اولیه بازی هم هست.

## داستان

«دانته»، لیدی (پیراهن سفید) و «تریش» (پیراهن مشکی)

داستان از جایی آغاز می‌شود که فردی نیمه‌اهریمن به نام نِرو همراه با دوست دختر خود «کایری» در مراسم مذهبی محفل شمشیر شرکت می‌کند. این محفل کسانی هستند که اسپاردا (پدر «دانته» که یک اهریمن کامل بود) را پرستش می‌کنند و «نرو» و «کایری» عضو آن هستند. که ناگهان «دانته» رهبر آن‌ها را به نام سانْکتوس را ترور می‌کند و دو دستیار سانکتوس به نام‌های کِرِدو (که برادر «کایری» است) و اَگنِس برای نجات جان سانکتوس اقدام می‌کنند و شهر از موجودات جهنمی پر می‌شود و «نرو» بعد از مبارزه با «دانته» و فرار او به دنبال قصر محفل شمشیر به نام قلعهٔ فورچنا می‌رود.
و در قصری دیگر به نام فورچنا با اگنس روبه‌رو می‌شود، که اگنس او را به قتل می‌رساند ولی او به شکل شیطان زنده می‌شود و شمشیر یاماتو که قبلاً متعلق به برادر «دانته» («ورژیل») ترمیم می‌کند و «نرو» در ادامه متوجه می‌شود که هدف رهبران محفل شمشیر، بازکردن دروازه‌های جهنم و نابودی این دنیا برای ایجاد یک آرمان‌شهر است که برای این کار نیازمند خون «نرو» و شمشیر برادر «دانته» («ورژیل») به نام یاماتو هستند (که این شمشیر یک کاتانا است) که «کایری» را گروگان می‌گیرند تا «نرو» به دنبال آنان بیاید و در انتهای مرحلهٔ یازدهم سانکتوس که به شکل شیطان زنده شده است، شمشیر یاماتو را از «نرو» گرفته و قصد کشتن «نرو» را می‌کند که دستیار او یعنی «کردو» با فدا کردن خود از مرگ او جلوگیری می‌کند ولی «نرو» در مجسمهٔ غول‌پیکری با نام نجات‌بخش زندانی می‌شود.
در اینجا بازیکن در نقش «دانته» قرار می‌گیرد و بازی از قصر محفلٔ شمشیر شروع می‌شود و «دانته» با طی کردن مراحلی که قبلاً با «نرو» رد کرده است دوباره به محل اولیهٔ بازی یعنی سالن اپرا می‌رسد و اگنس را به قتل می‌رساند و با مجسمه مبارزه می‌کند و در نهایت «نرو» را نجات می‌دهد و «نرو» در داخل مجسمه می‌شود تا سانکتوس را که قدرت جادویی بیشتری پیدا کرده و مسلح به شمشیر اسپاردا از بین می‌برد و «کایری» را نجات می‌دهد. در انتها معلوم می‌شود که ابتدا «دانته» توسط لیدی که شخصیتی قدیمی در بازی است اجیر می‌شود تا از بازشدن دروازهٔ جهنم جلوگیری کند.
| نام    | توضیح | صداگذار انگلیسی | صداگذار ژاپنی     |
| ------ | --- | --------------- | ----------------- |
| دانته  | «دانته»، قهرمان اصلی مجموعه و مزدوری است که در کارهای فراطبیعی تخصص دارد و به بذله‌گویی و شوخ‌طبی خود مشهور است. او از دو کلت ام۱۹۱۱ شدیداً سفارشی‌شده‌استفاده می‌کند. | روبن لنگدون     | توشییوکی موریکاوا |
| نرو    | «نرو»، قهرمان اصلی این قسمت و شخصیت قابل‌بازی آن است. وی توسط محفل شمشیر به فرزندی پذیرفته شده و در نهایت، به شوالیه مقدس محفل بدل گشته است. او ترجیح می‌دهد به تنهایی کار کند و به همین دلیل، معمولاً با «مأموریت‌های ویژه» محفل سروکار دارد. | جانی یونگ بوش   | کایتو ایشیکاوا    |
| ورژیل  | «ورژیل»، برادر دوقلوی «دانته» است که به بخش شیطانی پیوسته و غرق در کسب قدرت است. او از شخصیت‌های قابل‌بازی در این عنوان است. | دنیل ساثورث     | هیرو آکی هیراتا   |
| سنکتوس | «سنکتوس»، هماورد اصلی در این عنوان است، که مغز متفکر اتفاقات بازی بوده است. او از بزرگ‌ترین رهبران معنوی محفل شمشیر است که به ظاهر در آغاز بازی و توسط «دانته» می‌میرد، اما در واقع، با استفاده از معجونی شیطانی، جان سالم به در برده است. هدف نهایی وی، جذب و استفاده از «نرو» است تا به وسیله او، بتواند بر جهان حکمرانی کند. | لیام اوبرین     | ایکویا ساواکی     |
| آگنوس  | «آگنوس»، محقق و کیمیاگر اصلی محفل اسپاردا است و وظیفه او، توسعه اسلحه‌های دیوکشی برای شوالیه‌هاست. او شخصیتی پرکار و درون‌گرا دارد و در هنگام اضطراب، به لکنت زبان دچار می‌شود. بسیار کم پیش می‌آید که او از دفترش بیرون برود و به همین دلیل، افراد بسیار کمی در محفل راجع به او می‌دانند. | تی.جی. استورم   | یویا اوچیدا       |
| تریش   | «تریش»، دیوی است که توسط موندوس طراحی شده و به طرز عجیبی شبیه ایوا، مادر «دانته»، است. مقاومت و چالاکی او بیش از حد معمول بوده و توانایی استفاده از آذرخش و بهبود سریع را داراست. | دنیل بورجیو     | آتسوکو تاناکا     |
| کردو   | «کردو»، کاپیتان هزاران شوالیه مقدس، فردی سخت‌گیر و عادل است که به خاطر دلاوری‌هایش در نبرد مورد تحسین واقع شده. به عنوان برادر بزرگ‌تر «کایری»، او «نرو» را از اعضای خانواده می‌داند اما معتقد به غیرقابل‌اعتماد بودن اوست. او به «نرو» دستوری مبنی بر دستگیر کردن «دانته» برای «ترور» «سنکتوس» می‌دهد. زمانی که «کردو» متوجه قدرت‌های شیطانی «نرو» می‌شود، تلاش می‌کند تا او را دستگیر کند، اما در نهایت با کمک «نرو»، تلاش می‌کند تا خواهرش را حفظ کند. | تی‌جی روتولو     | ریکیا کویاما      |
| کایری  | «کایری»، در فورچونا زاده و بزرگ شده است و برای محفل شمشیر خوانندگی می‌کند. او خواهر «کردو» و دوست کودکی «نرو» است و «نرو» به او علاقه دارد. زمانی، «آگنوس» به دستور «سنکتوس» او را گروگان گرفت تا «نرو» را تحریک کند. با این وجود، «نرو» متوجه نقشه شده و در نهایت، «کایری» را نجات می‌دهد و زندگی مشترکی را با هم آغاز می‌کنند. | استفنی شی       | سائوری هایامی     |
| یادکرد | یادکرد | یادکرد          | [ ۱۷ ] [ ۱۸ ]     |

## روند بازی

«نرو» در حالی که شمشیر یاماتو نیز فعال است.

روند بازی شیطان هم می‌گرید ۴ همانند نسخه‌های قبلی این مجموعه است. در این بازی مانند نسخه‌های قبل می‌توان هم‌زمان هم از شمشیر و هم از تفنگ استفاده کرد. البته اگر فرد در نقش «نرو» قرار بگیرد از اسلحه‌ای به نام «آورندهٔ شیطان»، که همان دست «نرو» است نیز می‌تواند استفاده کند تا دشمنان را به سمت خود بکشد. یا به جاهای نسبتاً دوردست بپرد.
این بازی از ۲۰ مرحله تشکیل شده و ۱۶ نوع دشمن و ۱۲ غول آخر دارد در انتهای هر مرحله معمولاً یک غول آخر می‌آید که در مراحل «دانته» این غول‌ها تکرار می‌شوند. غول‌آخرهای بازی بسیار سخت و نفس‌گیر توصیف شده‌اند. و بعد از پایان هر مرحله بر اساس درجهٔ سختی، تعداد گوی‌های یافت شده، زمان به پایان رساندن مراحل و دیگر پارامترها به بازیکن نمره از اِس (بیش‌ترین نمره) تا دی (کمترین نمره) داده می‌شود.
درجهٔ سختی در بازی در ابتدا فقط دو حالت «انسان» (آسان) و «صیاد شیطان» (متوسط) است که اگر در این دو حالت بازی به پایان رسانده شود حالت‌های دیگری مانند «پسر اسپاردا» نیز فعال می‌شود. بعد از به پایان رساندن بازی در این حالت، «دانته باید بمیرد» باز می‌شود و در صورت به پایان رساندن، درجهٔ سختی «بهشت یا جهنم» باز می‌شود و در انتها حالت سختی «جهنم یا جهنم» باز می‌شود
اگر به‌طور متمادی چند بار از طریق شمشیر ضربه زده‌شود حرکات مبارزه‌ای نیز فعال می‌گردند تا دشمنان بیشتری را از پای در بیاورند که برای فعال شدن این چند ضرب‌ها باید کاربر گوی بفروشد.
از مرحلهٔ پنجم تا یازدهم، هنگام زدن کلید «بی» در اکس‌باکس (و «ال» در رایانه) شمشیر یاماتو فعال می‌شود و هرگاه کاربر ضربه با شمشیر خودش به نام «ملکه قرمز» بزند یک ضربه دیگر از طرف شمشیر یاماتو به دشمن نیز زده می‌شود که البته برای مدتی کوتاه فعال است. هنگامی حالت «آورندهٔ شیطان» هم‌زمان با حالت یاماتو زده شود، قدرت ضربه‌های آن به شدت افزایش می‌یابد.
هنگام بازی با «دانته»، چهار ظاهر و لباس قدیمی او نیز وجود دارد که برعکس نسخه سوم می‌توان در هر زمان به سرعت بین آن‌ها سویچ کرد.

### اسلحه‌ها
| نام اسلحه     | نوع اسلحه  | شخصیت           | توضیحات |
| ------------- | ---------- | --------------- | --- |
| ملکهٔ قرمز     | شمشیر      | «نرو»           | شمشیر اصلی وی است. |
| رز آبی        | تفنگ       | «نرو»           | |
| یاماتو        | شمشیر      | «نرو» - «دانته» | از مرحلهٔ پنج به بعد فعال می‌شود و قبلاً در اختیار برادر «دانته» («ورژیل») بوده است. |
| طغیان         | شمشیر      | «دانته»         | شمشیر اصلی وی است. |
| گیلگمش        | نوعی شمشیر | «دانته»         | بعد از کشتن د شی وایپر توسط «دانته» به‌دست می‌آید و به شکل پوشش است. |
| پاندورا       | ترکیبی     | «دانته»         | به شکل یک چمدان است بعد از کشتن بائل به‌دست می‌آید و ۶۶۶ نوع کار می‌کند و تمام عملیات‌های ترکیبی از خمپاره‌انداز تا تیغ برنده را انجام می‌دهد ولی در بازی و حداکثر ارتقای فقط تبدیل تیر و کمان انفجاری، خمپاره‌انداز، توپخانه لیزری انفجاری، مسلسل، یک تیغهٔ تیز جادویی، سفینهٔ کوچک معلق در فضا که چندین موشک ردیاب را با هم شلیک می‌کند و در انتها با بازکردنش نوری شدید ایجاد می‌کند که اتفاقات مختلفی برسر دشمنانی که در محدوده نور هستند می‌افتد. |
| لوسیفر        | شمشیر      | «دانته»         | بعد از کشتن بریال به‌دست می‌آید و به شکل سرنیزه‌هایی است که بعد از ورود به بدن دشمن منفجر می‌شوند. |
| ابنوی و ایوری | تفنگ       | «دانته»         | سلاح اصلی وی است. |
| کایوت-اِی      | تفنگ       | «دانته»         | |
| شمشیر اسپاردا | شمشیر      | --              | این شمشیر را در پایان بازی به‌دست می‌آورید اما بازی اجازه استفاده را نمی‌دهد. این شمشیر قبلاً شمشیر اسپاردا بوده است. |

### مراحل

مجسمهٔ نجات‌بخش که غول آخر مرحلهٔ ۱۸ نیز هست.

| شمارهٔ مرحله | نام مرحله (فارسی) | نام مرحله (انگلیسی) | توضیحات                                                                                      | نام غول آخر               |
| ----------- | ----------------- | ------------------- | -------------------------------------------------------------------------------------------- | ------------------------- |
| ۱           | پرندگان یک‌پر      | Birds of a Feather  | فقط یک بخش آموزشی کوچک است.                                                                  | «دانته»                   |
| ۲           | -                 | La Porte De L'Enfer | در نقش «نرو» در شهر گردش می‌کند.                                                              | بریال                     |
| ۳           | بال سفید          | The White Wing      | به دنبال قصر فورچنا می‌گردید.                                                                 | ندارد                     |
| ۴           | خونریزی سرد       | Cold Blooded        | در قصر فورچنا گردش می‌کنید.                                                                   | بائل                      |
| ۵           | --                | Trisagion           | دوباره به قصر فورچنا بازمی‌گردید.                                                             | ندارد                     |
| ۶           | رستاخیز           | Resurrection        | به دنبال آگنس می‌گردید.                                                                       | اتاق مهار «آگنوس»         |
| ۷           | مار زن            | The She-Viper       | به جنگل درون جزیره می‌روید.                                                                   | اکیدنا                    |
| ۸           | اعتراف ایمان      | Profession of Faith | درون جنگل می‌گردید تا به قصر سانکتوس برسید.                                                   | «کردو»                    |
| ۹           | برای تو           | For You             | در قصر سانکتوس می‌گردید تا محل گروگان‌گیری «کایری» را بیابید.                                  | اگنس                      |
| ۱۰          | پیچیده در جلال    | Wrapped in Glory    | درون قصر سانکتوس می‌گردید تا به مجسمه برسید اما به «دانته» می‌رسید.                            | «دانته»                   |
| ۱۱          | دایرهٔ نهم         | The Ninth Circle    | به مجسمه می‌رسید اما باید تا بالای آن برسید.                                                  | سانکتوس                   |
| ۱۲          | یک شروع جدید      | A New Beginning     | اختیار «دانته» را به‌دست می‌گیرید و باید از قصر سانکتوس خارج شوید و گرنه روی سرتان خراب می‌شود. | ندارد                     |
| ۱۳          | بازگشت شیاطین     | The Devil Returns   | در جنگل می‌گردید تا از جنگل خارج شوید.                                                        | اچیدنا                    |
| ۱۴          | بیشهٔ ویرانی       | Forest of Ruin      | در جنگل گردش می‌کنید تا از آن خارج شوید.                                                      | ندارد                     |
| ۱۵          | قلعهٔ فورچنا       | Fortuna Castle      | به قصر فورچنا بازمی‌گردید.                                                                    | داگون                     |
| ۱۶          | دوزخ              | Inferno             | در قصر فورچنا می‌گردید تا از آن خارج شوید.                                                    | بریال                     |
| ۱۷          | رقص رشته          | Adagio For Strings  | به شهر بازمی‌گردید تا به محل اول بازی یعنی سالن اپرا برسید.                                   | اگنس                      |
| ۱۸          | ویرانگر           | The Destroyer       | باید از مجسمه بالا روید تا آن و دروازه جهنم را از بین ببرید.                                 | مجسمه                     |
| ۱۹          | موفق              | The Successor       | به حالت «نرو» بازمی‌گردید و باید با تمام غول‌آخرهای مراحل قبلی مبارزه کنید.                    | تمام غول‌آخرهای مراحل قبلی |
| ۲۰          | --                | La Vita Nuova       | باید سانکتوس را که به شمشیر اسپاردا نیز مسلح است از بین ببرید و بازی پایان می‌یابد.           | سانکتوس                   |
| یادکرد      | یادکرد            | یادکرد              | یادکرد                                                                                       | [ ۲۸ ]                    |

## توسعه

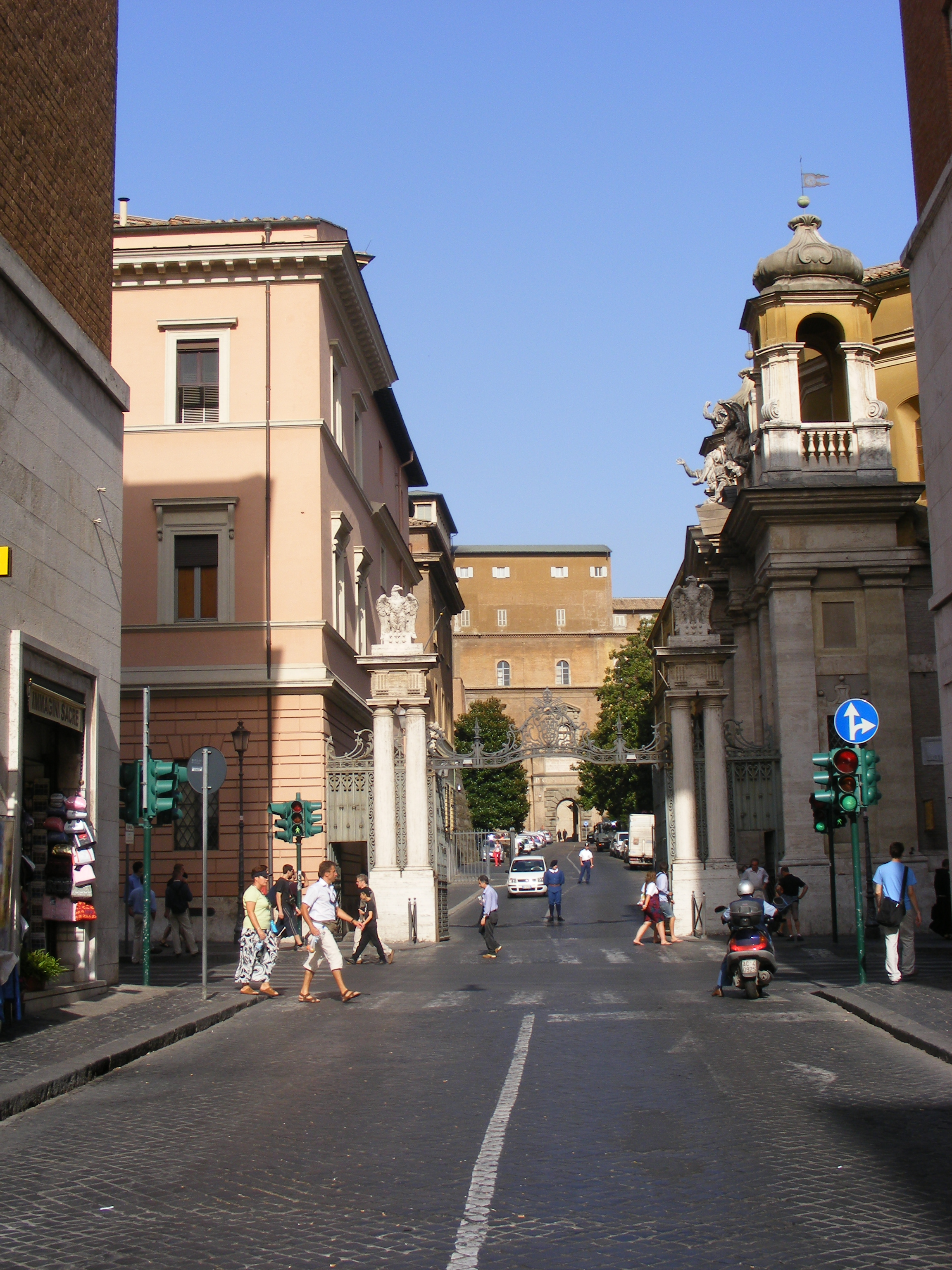
واتیکان یکی از مأخذهای اصلی در طراحی شهر خیالی فورچنا بود.

توسعه شیطان هم می‌گرید ۴ با فاصله کمی از موفقیت نسخه پیشین آن آغاز شد. گروه توسعه مجموعاً متشکل از هشتاد نفر بود. نخستین آگهی بازی، «دانته» را در حال انجام حرکات مختلفی در جلوی دوربین نشان می‌داد و شامل عناصری بود که در نسخه نهایی نبودند. کپ‌کام این ویدئو را فقط برای این ساخت که آغاز کار روی این عنوان را تأیید کند. گروه توسعه می‌خواستند تا عناصر تازه گیم‌پلی را به درون بازی بیاورند و شخصیتی جدید به آنان اجازه انجام چنین کاری را داد. این بازی نخستین عنوان از مجموعه شیطان هم می‌گرید بود که برای پلی‌استیشن ۲ عرضه نشد، چرا که این بازی برای نسل بعدی سخت‌افزارها طراحی شده بود. همین جریان، به گروه توسعه اجازه امتحان کردن سازوکارهای جدید و توسعه داستان بازی را داد. با وجود این‌که بازی قرار نبود دربرگیرنده پیامی مذهبی باشد، افرادی از کپ‌کام در واتیکان و استانبول تحقیقاتی انجام دادند.
در ۶ سپتامبر ۲۰۰۶، فامیتسو گزارش کرد که «دانته»، شخصیت اصلی بازی قبلی، قهرمان شیطان هم می‌گرید ۴ نخواهد بود. به جای آن، شخصیت جدیدی با نام نِرو، که توسط جانی یونگ بوش صداگذاری و ضبط حرکت شده بود، به عنوان شخصیت اصلی قرار گرفت. بحث‌های زیادی در کپ‌کام بر سر قرار دادن قهرمان جدید شکل گرفته بود، اما این موضوع تا زمانی که هیرویوکی کوبایاشی، تهیه‌کننده بازی، اعلام کرد که «دانته» حتماً باید در بازی حضور داشته باشد، تأیید نشد. به دلیل هراس از بازخوردهای منفی، کوبایاشی اعلام کرد که هدف کپ‌کام، سرگرم‌کننده ساختن «نرو» همانند «دانته» بود، در حالی که آن‌ها همچنین قصد قوی‌تر کردن وی را هم داشتند. یکی از دلایل اصلی توجه کپ‌کام به این موضوع، مشاهده بازخورد منفی نسبت به متال گیر سالید ۲: پسران آزادی در زمان جایگزینی سالید اسنیک با رایدن بود.
دو ویژگی اختصاصی نسخه رایانه، حالت توربو (که قبلاً فقط در شیطان هم می‌گرید ۳: نسخه ویژه استفاده شده بود) و حالت سختی جدیدی با نام حالت شوالیه افسانه‌ای تاریکی بود که گاهی تا ۱۰۰ دشمن را در یک صحنه به نمایش می‌گذاشت. حالت توربو هم به میزان بیست درصد به سرعت بازی اضافه می‌کرد. هر دو ویژگی در نسخه ویژه بازی هم وجود داشتند.
نسخه رایانه همچنین از هر دو نسخه دایرکت‌اکس ۹ و ۱۰ پشتیبانی می‌کند. این بازی با برچسب بازی‌های ویندوز عرضه شده و روی ویندوز اکس‌پی، ویستا و ویندوز ۷ اجرا می‌شود. این نسخه با فرض وجود داشتن یک دسته بازی عرضه شده و ماوس فقط در منوها استفاده می‌شود، که همین موضوع باعث به وجود آمدن محیط کار مشابه نسخه اکس‌باکس ۳۶۰ گشته است.
این بازی قرار بود ابتدا به‌طور انحصاری برای پلی‌استیشن ۳ منتشر شود اما شرکت کپ‌کام در تاریخ ۱۹ مارس ۲۰۰۷ تصمیمش را عوض کرد. نسخهٔ پلی‌استیشن ۳ و ایکس‌باکس ۳۶۰ آن تفاوت خاصی ندارند فقط در نسخه پلی‌استیشن ۳ مقداری از فایل‌های بارگذاری بازی در هارد کپی می‌شود تا سرعت بارگذاری در دفعات بعدی بیشتر شود. البته تهیه‌کننده آن یعنی هیرویوکی کوبایاشی اعلام کرد از ابتدا بر این قصد بوده‌اند که بازی را برای رایانه نیز بسازند اما بعداً این موضوع را اعلام کرده‌اند.
سختی این بازی در نسخهٔ منتشرشده بین آمریکا و ژاپن تفاوتی نداشت در صورتی که در نسخه‌های قدیمی نسخه‌های انتشار یافته بین آمریکا و ژاپن درجات سختی متفاوتی داشتند. اولین پیش‌نمایش از بازی در روز بازی کپ‌کام توسط کوبایاشی ارائه و خصوصیات بازی اعلام شد.
در نسخهٔ رایانه‌ای و مانند بازی‌های قبل به جای علامت راهنمای کلیدها از راهنمای کلیدهای ایکس‌باکس ۳۶۰ استفاده می‌شد که بازیکن را سردرگم می‌ساخت اما به هرحال کوبایاشی در مصاحبه‌ای با یوروگیمر اعلام کرد که «نسخهٔ رایانهٔ آن عالی است زیرا یک تیم بر روی دو نسخه کار کرده‌اند».

### موتور
هیرویوکی کوبایاشی ذکر کرد که گروه توسعه کار روی بازی را با موتور بازی مخصوص بازی‌سازی روی رایانه آغاز کرده بودند. وی گفت که این عنوان، نخستین بازی عرضه شده برای پلی‌استیشن ۳ توسط کپ‌کام بوده است و انجام این امر، «قدمی سخت» بوده، مخصوصاً چون هیچ‌کدام از اعضای گروه به قابلیت‌های این کنسول آشنا نبودند. کپ‌کام با تأکید روی موفقیت اکس‌باکس ۳۶۰ در بازار آمریکای شمالی و اروپا، مهاجرت به پلت‌فرم‌های جدید را «طبیعی» توجیه کرد. نسخه نهایی شیطان هم می‌گرید ۴ از موتور ام‌تی فریم‌ورک توسعه داده شده توسط کپ‌کام استفاده می‌کند. در مبحثی در تابلوی پیام‌های رسمی کپ‌کام، سؤالی در خصوص مهاجرت به پلت‌فرم‌های جدید مطرح شد. در این مبحث، کریستین سونسن، مدیر ارشد تحقیقات و برنامه‌ریزی استراتژیک کپ‌کام، در پاسخی گفت که آن‌ها با احساسات قوی مردم در خصوص این تصمیم، این کار را انجام داده‌اند، اما این تصمیم بهترین کار برای شرکت و مصرف‌کنندگان بوده است. او همچنین مدعی شد که محتویات دو نسخه در هر حالت یکسان می‌بودند، به جز این‌که «احساس کنترلر» ممکن بود تفاوت جزئی با آنچه در نسخه نهایی بوده داشته باشد. با وجود این‌که کپ‌کام سابقاً از ام‌تی فریم‌ورک برای ساخت دو بازی روی اکس‌باکس ۳۶۰—خیزش مرگ و سیاره گمشده— استفاده کرده بود، گروه توسعه در کار با موتور به مشکلاتی برخورد کردند. توسعه‌دهندگان ابتدا دمویی از بازی را در یک نمایشگاه بازی توکیو نمایش دادند که «دانته» در آن با بریال، یک غول آخر، مبارزه می‌کرد. جنبه‌های دیداری بازی چنان کارمندان کپ‌کام را خشنود کرد که این جلوه‌ها را یک «معجزه» نامیدند.
هیدئاکی ایتسونو در مقاله‌ای از فامیتسو گفت که جلوه‌های دیداری بازی در تلاشند تا احساسی راضی‌کننده از نو بودن و هیجان‌انگیزی را به وجود بیاورند. حرکت آورنده شیطان «نرو» قابل انجام شدن روی کنسول‌های نسل دوم نبود، اما ساختشان روی کنسول‌های نسل جدید همچون پلی‌استیشن ۳ امکان‌پذیر بود. کوبایاشی گفت که نسخه‌های اکس‌باکس ۳۶۰ و پلی‌استیشن ۳ ممکن است یکسان باشند، هرچند او در خصوص نسخه رایانه چیزی نگفت. نسخه پلی‌استیشن ۳ نیازمند نصب ۵ گیگابایت داده توسط بازیکن بود که مدت زمان ۲۰ دقیقه به طول می‌انجامید و طول صفحات بارگذاری درون بازی را کاهش می‌داد.
در حین ساخت، عناصر جدید گیم‌پلی برای «عرضه بازی‌های اکشن نو» توسعه داده شدند؛ در کنار این موارد، قابلیت آورنده شیطان قابلیت آوردن دشمنان به‌طرف شخصیت‌ها را به بازی اضافه می‌کرد. برخلاف پیشرفت «دانته» در شیطان هم می‌گرید ۳، «نرو» طوری طراحی شده بود تا با ارتقای قابلیت آورنده شیطان قوی‌تر شود، نه با دریافت اسلحه‌های جدید پس از شکست دادن غول‌های آخر. در حین توسعه، گروه ساخت تصمیم گرفتند که «نرو» می‌تواند یکی از دو شخصیت اصلی باشد و «دانته» می‌تواند تنها شخصیت منتقل شده از نسخه‌های قبلی مجموعه نباشد. هیرویوکو کوبایاشی پیش از عرضه بازی اشاره کرد که آن‌ها قصد داشتند تا «دانته» به طرز چشم‌گیری قوی‌تر از «نرو» به نظر برسد. این کار با ایجاد تفاوتی واضح بین قدرت یک «کهنه‌کار» در مقایسه با یک «تازه‌کار» انجام شد. برخلاف شیطان هم می‌گرید ۳، سختی بازی در هر دو نسخه ژاپنی و اروپایی با نسخه آمریکای شمالی یکسان بود.

### فیلم‌نامه و قالب کلی
برای اولین بار در تمام مجموعه، بینگو موریهاشی نویسنده بازی بود. او با کارگردانی به نام یوجی شیمومورا که روی نسخه‌های قبلی کار کرده بود همکاری کرد. موریهاشی مشکلات زیادی با ساخت بازی پیدا کرد، تا آن‌جا که از کپ‌کام خارج شد. با این وجود، پس از درخواست ایتسونو برای بازگشتن وی به شرکت، به کپ‌کام برگشت. او نوشتن رخدادهای بازی را در یک سال تمام کرد. موریهاشی در شخصیت‌پردازی «نرو» به مشکلاتی برخورد کرد. «دانته» هم به عنوان نقش کمکی بازگشت. ایتسونو مسئول بسیاری از عناصر «کایری» بود. تصور او از «کایری» یک «قهرمان زن جذاب و معمولی» بود که با وجود جنگنده نبودن، بتواند تأثیر زیادی روی «نرو» بگذارد. نقش «کایری» این بود که با پیشرفت داستان، به «نرو» و بازیکن انگیزه بدهد.
نوشته‌های رامو ناکاجیما در مجموعه مانگای شهر آماگاساکی الهام‌بخش موریهاشی برای نوشتن داستان «نرو» بودند؛ «من عاشق تو هستم، بنابراین از شهری که عاشقش هستی محافظت می‌کنم.» عشق، مرکز مجموعه شیطان هم می‌گرید است؛ شیطان هم می‌گرید ۴ روی عشق «نرو» به «کایری» متمرکز است. با وجود این‌که داستان شیطان هم می‌گرید ۴ ساده و مشابه فیلم‌های هالیوودی با موضوع پریشانی شاهزادگان و بزرگان است، کارکنان به خاطر برآورده شدن ایده‌های موریهاشی از آن راضی بودند. کارمندان کپ‌کام نِرو را به عنوان قهرمانی تازه خلق کردند که در ادامه مجموعه شیطان هم می‌گرید تکامل یابد، چرا که «دانته» با هر بازی قوی‌تر شده بود. «نرو» به عنوان شخصیتی ضعیف خلق شد که با پیشرفت داستان، قدرت‌هایی تازه می‌یابد و در نهایت به سطح «دانته» می‌رسد. بیشتر این موضوع با قابلیت «آورنده شیطان» وی انجام شد. یکی دیگر از دلایل معرفی و خلق «نرو»، جذب بازیکنان جدید به این فرنچایز بود.
پیش از آغاز طراحی شخصیت‌های بازی، تاتسویا یوشیکاوا برای آشنا شدن با عناصر پیشین، با چند تن از کارمندانی که قبلاً روی این مجموعه کار کرده بودند، مشورت کرد. شخصیت‌ها به‌گونه‌ای طراحی شدند تا روی حرکاتشان تأکید داشته باشند و برای این کار، کارمندان باید دقت زیادی روی طراحی حرکت شخصیت‌ها می‌کردند. برخی از شخصیت‌های منفی شیطانی در شیطان هم می‌گرید ۴ یادآور فرشتگان هستند. این شخصیت‌ها طوری طراحی شدند که در کنار جذابیت برای مخاطبان بازی، در مقایسه با دیگر شیاطین بازی تضاد به وجود بیاورند. یوشیکاوا گفت که طراحی چندین غول آخر با مشکلاتی رو به رو بوده. وی گفت که طراحی «نرو» یکی از بزرگ‌ترین چالش‌های دوران کاری‌اش بوده است، چرا که این شخصیت باید از طرف مخاطبان پذیرفته می‌شد و برای جهان مجموعه هم مناسب می‌بود. یوشیکاوا رفتارهای متقابل میان «نرو» و «دانته» را دوست داشت، چرا که این دو شخصیت باعث ایجاد تعادل در بازی می‌شدند.
یوشیکاوا همچنین دگرگونی شیطانی دیگری را با نام «ماشه شیطان» برای «نرو» ایجاد کرد. برخلاف حرکت دگرگونی «دانته» که او را مشابه شیطان می‌کرد، ماشه شیطان موجودی را به وجود می‌آورد که پشت «نرو» قرار می‌گیرد. یکی از مواردی که در بازی گنجانده نشده بود، قابلیت تبدیل «نرو» به شیطان بود، در حالی که «دانته» قابلیت مشابهی را داشت. سرانداز «نرو» یکی از چشمان او را به نشانه‌ای می‌پوشاند، که تفسیر این نشانه بر عهده طرفداران است. یوشیکاوا قصد داشت تا این موضوع را با بازی ترکیب کند و امید داشت تا بتواند مجسمه رومیزی کوچکی از آن بسازد، اما این کار ممکن نبود.
دو بازیگر اصلی مشارکت‌کننده در توسعه بازی، روبن لنگدن و بوش، هم نقش صداگذاری و هم نقش ضبط حرکت را بر عهده داشتند. این دو بازیگر از کار روی «دانته» و «نرو» لذت می‌بردند، اما لنگدن پرسونای «دانته» حاضر در شیطان هم می‌گرید ۳ را بیشتر می‌پسندید، اما علاقه داشت که او کمی پخته‌تر و بزرگ‌تر می‌بود. روی فوکر در مجموعه انیمه قلعه ابرابعادی مکروس، منبع الهام لنگدون برای شخصیت‌ها بود.

### موسیقی
موسیقی متن شیطان هم می‌گرید ۴ توسط تتسویا شیباتا، شوساکو اوچییاما، کنتو هاسگاوا، آکیهیکو نریتا، کوتا سوزوکی، ری کنده، ماسایوشی چامی ایشی، ماسامی اوئدا و شینیچیرو ساتو ساخته شد. شیباتا گفت که از زمان عرضه شیطان هم می‌گرید ۳ قصد داشته تا روی متن آهنگ‌ها در چهارمین بازی مجموعه تأکید داشته باشد. این بازی به دلیل وجود موسیقی هوی‌متال مورد توجه قرار گرفته است.
موسیقی متن اصلی شیطان هم می‌گرید ۴ آلبومی در سه دیسک و ۱۰۴ قطعه بود. این آلبوم در ۲۷ فوریه ۲۰۰۸ در ژاپن عرضه شد. آوازهای زنانه (دیسک ۱-قطعه ۲) توسط آبری آشبرن خوانده شده و آوازهای مردانه توسط شان شوتی اچ‌جی مکفرسون (دیسک ۱-قطعه ۲۰ و دیسک ۳-قطعه ۳) و جیسون شای‌بوی آرنولد (دیسک ۱-قطعه ۱۳ و دیسک ۳-قطعه ۳۸) به پایان رسیدند. تتسویا شیباتا آهنگساز اصلی آلبوم است و آهنگسازی قطعه‌ها هم با شوساکو اوچی‌یاما، کوتا سوزوکی، آکیهیکو ناریتا، ری کنده، چامی ایشیکاوا و شینیچیرو ساتو بوده است. این موسیقی متن در ۲۵ نوامبر ۲۰۰۸ با طرح روی جلد جدیدی در ایالات متحده عرضه شد.

## انتشار
اولین بار تریلر رسمی آن در ای۳ سال ۲۰۰۵ انتشار یافت و در آن حرکات سریع «نرو» نشان داده می‌شد. در همان سال و در توکیو گیم شو نسخهٔ نمایشی دیگری نیز از بازی انتشار یافت که در آن حرکات «دانته» در شهر موضوع نسخهٔ نمایشی بود. در ماه مارس سال ۲۰۰۷، مجلهٔ فامیتسو اعلام کرده که «نرو» شخصیت اصلی بازی است و از نیمهٔ بازی تا آخرین غول در نقش «دانته» بازی خواهد کرد. در توکیو گیم شو سال ۲۰۰۷ معلوم شد که شخصیت‌های قدیمی مانند «تریش» و لیدی باز خواهند گشت. بازی‌نما در شماره ویژه نوروز آن را به عنوان یکی از بازی‌های تحت تعقیب سال ۱۳۸۶ قرار داد
در چهارمین نسخهٔ نمایشی که در ۱۷ دسامبر سال ۲۰۰۷ انتشار یافت معلوم شد که در نسخهٔ آمریکایی از موسیقی قدیمی بازی که در نسخهٔ سوم نیز استفاده می‌شود؛ به کار می‌رود و نسخه ژاپنی آن از موسیقی جدیدتری از گروه راک ژاپنی به نام لارک ان سیل استفاده شده که موسیقی جدید «تا انتها بنوش» نام دارد. این بازی در نسخه رایانه هم از دایرکت‌ایکس ۹ و هم از دایرکت‌ایکس ۱۰ پشتیبانی می‌کند.
بازی در سال ۲۰۰۸ برای کنسول‌های ایکس‌باکس ۳۶۰، پلی‌استیشن ۳ و همچنین مایکروسافت ویندوز به بازار عرضه شده است. این عنوان در ۳۱ ژانویه ۲۰۰۸ در ژاپن، در ۵ فوریه در ایالات متحده، ۸ فوریه در اروپا و ۷ فوریه در استرالیا برای پلی‌استیشن ۳ و ایکس‌باکس ۳۶۰ عرضه شده است. عرضه بازی برای پلت‌فرم‌های شیلد پرتبل، تبلت شیلد و انویدیا شیلد هم انجام شده است.

### نسخه کلکسیونرها
نسخهٔ کلکسیونرها نسخه‌ای بود که هم‌زمان با نسخهٔ اصلی انتشار یافت. در نسخهٔ آمریکایی آن یک نمایش از یک انیمه بود و در نسخهٔ استرالیا و اروپا یک کتاب هنری به نام هنر شیطان قرار داشت. به غیر از آن چهار اپیزود از انیمه شیطان هم می‌گرید نیز قرار داشت در حدود ۱۰۰ الی ۲۰۰ نسخه هم امضای تهیه‌کننده بازی یعنی هیروکو کوبایاشی قرار داشت.
یک نسخه آی‌اواس با نام شیطان هم می‌گرید ۴: برگردان در ۱۱ ژانویه ۲۰۱۱ معرفی و در ۳ فوریه ۲۰۱۱ عرضه شد.

## بازتاب‌ها

### نظر منتقدان
| گردآورنده  | امتیاز                                        |
| ---------- | --------------------------------------------- |
| گیم‌رنکینگز | ۸۳٫۲۶٪                                        |
| متاکریتیک  | ۸۴/۱۰۰ (اکس۳۶۰) ۷۸/۱۰۰ (پی‌سی) ۸۴/۱۰۰ (پی‌اس ۳) |

| ناشر         | امتیاز                       |
| ------------ | ---------------------------- |
| وان‌آپ.کام    | ای− (اکس ۳۶۰)                |
| اج           | ۸/۱۰                         |
| گیم اینفورمر | ۹/۱۰                         |
| گیم‌اسپات     | ۸/۱۰ (رایانه)                |
| گیم‌اسپای     | ۴/۵                          |
| گیم‌تریلرز    | ۸٫۶/۱۰                       |
| گیم‌زون       | ۹/۱۰                         |
| آی‌جی‌ان       | ۸٫۷/۱۰ (پی‌اس۳) ۸/۱۰ (رایانه) |
| بازی‌نما      | ۹/۱۰                         |

با توجه به متاکریتیک، شیطان هم می‌گرید ۴ نقدهای مثبتی را دریافت کرده است. فامیتسو رتبه «پلاتین» را به این بازی داد و تعادل درجه سختی و گزینه‌های گیم‌پلی را تحسین کرد.
شیطان هم می‌گرید ۴ به خاطر سازوکارهای هک اند اسلش خود مورد تحسین قرار گرفت. اکس‌باکس ورلد استرالیا به آن ۹۰ از صد داد و آن را «محکم‌ترین عنوان بازی‌های شیطان هم می‌گرید» دانست و به کنترل‌های خوب آن اشاره کرد. این کنترل‌ها از آن جهت مهم بودند که این بازی نخستین عنوان مجموعه بود که روی کنسول‌های نسل سوم عرضه می‌شد. پی‌اس‌ام ۳ درجه سختی بازی را خوب توصیف کرد، چرا که بازی به خوبی درجه بازیکن و چالش‌های پیش روی او را با درجه سختی تنظیم می‌کرد. وان‌آپ گیم‌پلی و حالت «نرمی پیش‌بینی‌شده» آن را ستود، هرچند اغلب وبگاه‌ها عناصر پس‌گرد بازی، مشکل بزرگی در طراحی مراحل، را مورد انتقاد قرار دادند. بعضی وبگاه‌ها از موسیقی‌های تکرارشونده بازی هم انتقاد کردند. استفاده از غول‌های آخر و نزدیک شدن به سبک اکشن از نظر گیم‌اسپات مثبت بود. آن‌ها فکر می‌کردند که این ویژگی‌ها با وجود مشکلات پس‌گرد، به جذب بازیکنان کمک می‌کنند.
در زمان نمایش بازی، گیم تریلرز صداگذاری و صحنه‌های نبرد را تحسین کرد، اما نسبت به مکالمات چرند انتقاد داشت. گیم‌اسپای بیان داشت که این بازی به لطف گیم‌پلی و جلوه دیداری خوب خود، به موفقیت دست یافته است. معرفی «نرو» به عنوان قهرمان جدید با بازخورد خوبی روبه‌رو شد. صداگذاری بوش در نسخه انگلیسی توسط گیم‌زون و گیم‌اسپات مورد تحسین قرار گرفت. با وجود شباهت‌های میان «نرو» و «دانته»، آی‌جی‌ان معتقد بود که از دلایل جذابیت «نرو»، گیم‌پلی متفاوت آن نسبت به «دانته» است. آی‌جی‌ان همچنین داستان «نرو» را جذاب دانست. گیم‌اسپای هم در بررسی خود شخصیت «نرو» را برای «[آوردن] چیزی تازه به فرنچایز» و «متنوع بودن به اندازه «ورژیل» در شیطان هم می‌گرید ۳» تحسین کرد. آی‌جی‌ان در خصوص نسخه کنسولی گفت که طرفداران می‌توانند از این بازی لذت ببرند، اما ممکن است به خاطر اسلحه‌ها و مأموریت‌های کمتر «دانته» نسبت به شیطان هم می‌گرید ۳ ناامید شوند. گیم‌اسپای همچنین گفت که «مشاهده این‌که گروه انتخاب کردند تا موارد موجود در بازی را به‌جای نمایش دادن بخش‌های بیشتری از این دنیای غنی، تکرار کنند، کمی از ارزش آن می‌کاهد». منتقد این وبگاه موسیقی متن را جذاب نیافت. منتقد مجله هایپر، درک واچ، بازی را برای «عالی به نظر رسیدن، فراوانی حرکات مبارزه‌ای و سرگرم‌کننده‌تر بودن از شیطان هم می‌گرید ۳» ستود. با این وجود، او بازی را برای این‌که «همچنان مشابه شیطان هم می‌گرید ۲» بود، مورد انتقاد قرار داد. انتقاد دیگر او به «راه رفتن متلاطم و طراحی مراحل» بود.
نسخه رایانه با واکنش‌های متوسطی رو به رو شد. منتقد وان‌آپ از حالت اختصاصی شوالیه افسانه‌ای تاریکی، که شخصیت در آن با چندین دشمن در نبرد واحدی قرار می‌گیرد، لذت برد. با این وجود، وی فکر می‌کرد که کپ‌کام می‌توانست نحوه کنترل راحت‌تری برای بازی بسازد، چرا که کنترل این بازی مشکلاتی مشابه کنترل در رزیدنت ایول ۴ داشت. او انتظار گنجاندن ویژگی‌های بیشتری در بازی را داشت. با وجود این‌که منتقد آی‌جی‌ان از حالت شوالیه تاریکی و توربو، که باعث افزایش سرعت بازی می‌شد، لذت برده بود، او همچنین گفت که این نسخه فقط برای طرفداران دوآتشه این مجموعه مناسب است، چرا که تفاوت چندانی با نسخه کنسول ندارد. با این وجود، منتقد گیم‌زون بیان داشت که کپ‌کام این نسخه را در مقایسه با دیگر نسخه‌های رایانه، که معمولاً با اشکالاتی رو به رو بودند، خراب نکرده و برای همین، این نسخه را تحسین کرد.
بازی‌نما نوشت: «در این قسمت سکانس‌های بسیار زیبایی مشاهده خواهید کرد که هیچ مشابهی در هیچ بازی دیگری ندارد». اما در ادامه نوشت: «غول‌های آخر و مراحل زیبا طراحی شده‌اند اما مطمئناً وقتی مجبور باشید دقیقاً تمام مراحل را با «دانته» بگذرانید کمی ناامید خواهید شد.»
برخی دیگر از نقدها، گرافیک بالای بازی را تحسین کردند اما از بازی به علت بارگذاری طولانی اشکال گرفتند.

### فروش
کپ‌کام انتظار عرضه ۱٫۸ میلیون نسخه‌ای را تا انتهای سال مالی عرضه داشت. در نخستین هفته عرضه در ژاپن، نسخه پلی‌استیشن ۳ با فروش ۱۴۰٬۰۰۰ نسخه‌ای نسبت به نسخه اکس‌باکس ۳۶۰ با فروش ۲۸٬۰۰۰ نسخه‌ای، فروش بسیار موفق‌تری داشت. در ۲۰ فوریه ۲۰۰۸ کپ‌کام اعلام کرد بیش از دو میلیون نسخه از بازی در ماه اول فروخته شده است که سریعترین فروش در میان این سری را دارد. در پایان سال انتشار بازی، این عنوان ۲٫۳۲ میلیون نسخه فروخته بود و انتظار می‌رفت تا ۳۱ دسامبر ۲۰۱۴ به دستاورد فروش سه میلیون نسخه‌ای دست یابد. تا ۳۱ مارس ۲۰۰۸ فروش نسخه پلی‌استیشن ۳ و اکس‌باکس ۳۶۰ به ۲٫۳ میلیون نسخه رسید. بر اساس گزارش مجله فامیتسو، تعداد فروش نسخه پلی‌استیشن این بازی تا ۹ ژوئیه ۲۰۰۸ به ۳۰۴ هزار و ۶۵۲ نسخه رسیده است. کریستین سونسون از کپ‌کام گفت که فروش نسخه رایانه در ایالات متحده با انتظارات او مطابق نبوده است. به دلیل عدم صدور مجوز عرضه نسخه برخط از سوی کپ‌کام ژاپن، نسخه دریافت دیجیتالی فقط به صورت غیرقانونی در دسترس بود. یک نسخه دیجیتالی برای رایانه در حدود یک سال بعد از عرضه منتشر شد.

## میراث
رمان تصویری اقتباس‌شده‌ای از بازی با عنوان شیطان هم می‌گرید ۴: طالع مرگبار در سال ۲۰۰۹ توسط کپ‌کام عرضه شد. این رمان توسط نویسنده بازی، بینگو موریهاشی و دستیارش، یاسوی کنتارو نوشته شد.
هیدئاکی ایتسونو گفت که سیستم اکشن پیاده‌سازی‌شده در این عنوان در بازی بعدی او، عقیده اژدها، گسترده‌تر شده است. کوبایاشی گفت که طرفداران شیطان هم می‌گرید ۴ احتمالاً از این عنوان نقش‌آفرینی جدید لذت خواهند برد.
هیدکی کامیا، سازنده اصلی مجموعه، بیان داشت که در هنگام توسعه بایونتا، یک بازی اکشن که سبک مشابهی با شیطان هم می‌گرید ۴ داشت و عناصری را هم از آن وام می‌گرفت، از این بازی برای تحقیقات خود استفاده کرده است. در سال ۲۰۱۰، این بازی در کتاب ۱۰۰۱ بازی ویدئویی که باید پیش از مرگ بازی کنید قرار گرفت.
در بازی مبارزه‌ای مبارز خیابانی ۵، ظاهر اصلی «دانته» و «نرو» یکی از طرح‌های جایگزین موجود است.
ادامه‌ای برای این بازی با عنوان شیطان هم می‌گرید ۵ در ژوئن ۲۰۱۸ توسط کپ‌کام معرفی شد. این بازی شامل بازگشت «دانته»، «نرو» و شخصیت قابل‌بازی جدیدی با نام «وی» است.

### شیطان هم می‌گرید ۴: نسخه ویژه
| گردآورنده | امتیاز                             |
| --------- | ---------------------------------- |
| متاکریتیک | PS4: ۷۶/۱۰۰ XONE: ۷۶/۱۰ PC: ۷۲/۱۰۰ |

| ناشر          | امتیاز |
| ------------- | ------ |
| گیم اینفورمر  | ۸٫۵/۱۰ |
| گیم‌اسپات      | ۶/۱۰   |
| آی‌جی‌ان        | ۷٫۵/۱۰ |
| گیمینگ یونیون | ۸/۱۰   |

در ۱۵ دسامبر ۲۰۱۴، کپ‌کام اعلام کرد که نسخه‌ای به‌روز شده از بازی ممکن است برای پلی‌استیشن ۴ و ایکس‌باکس وان منتشر شود. این نسخه در ژاپن در ۱۸ ژوئن ۲۰۱۵ برای پلی‌استیشن ۴ و ایکس‌باکس وان، و در ۲۴ ژوئن ۲۰۱۵ برای رایانه عرضه شد و انتشار آن برای تمام پلت‌فرم‌ها در دیگر نقاط جهان در ۲۳ ژوئن ۲۰۱۵ صورت گرفت.
عرضه بازی در ژاپن به دو صورت فیزیکی و دیجیتالی و در دیگر نقاط جهان، فقط به صورت دیجیتالی بود. «ورژیل»، «تریش» و لیدی به عنوان شخصیت‌های قابل‌بازی اضافه در نسخه ویژه قرار داشتند. لباس‌های جانبی برای تریل و لیدی در چاپ اول نسخه فیزیکی و پیش‌فروش نسخه دیجیتالی وجود داشتند. همچنین لباس‌های اضافه و رنگ‌های اکس برای «نرو»، «دانته»، «ورژیل»، لیدی و «تریش» در این نسخه گنجانده شده بودند. این بازی شامل حالت شوالیه افسانه‌ای تاریکی است، درجه سختی جدیدی که تعداد زیادی دشمن را ظاهر می‌کند. حالت دیگر، تنظیمات توربو است که سرعت بازی را ۲۰٪ افزایش می‌دهد. هر دوی این ویژگی‌ها قبلاً در انحصار نسخه رایانه‌ای بازی اصلی بودند. اقتصاد درون بازی بازطراحی شده بود تا امکان مالکیت راحت‌تر گوی‌های سرخ و روح‌های سرافراز فراهم شود. هر دوی این موارد برای ارتقای درجه و خرید آیتم‌ها مورد استفاده قرار می‌گیرند. این نسخه بازسازی شده همچنین حاوی بافت‌هایی با کیفیت اصلی و ارتقاهای دیداری است. یک موسیقی متن به زبان ژاپنی از مواردی بوده که فقط در نسخه ویژه گنجانده شده و در نسخه اصلی موجود نبوده است. از آن‌جا که «دانته» در بازی‌ها و انیمه معمولاً در حال خوردن پیتزا دیده می‌شود، شیطان هم می‌گرید ۴: نسخه ویژه در یک جعبه پیتزا بسته‌بندی شده‌بود.
نسخه ویژه گیم‌پلی جدیدی برای شخصیت‌های تازه مثل «ورژیل»، لیدی و «تریش» معرفی می‌کند. همچون «دانته» و «نرو»، لیدی و «تریش» فقط در مراحل خاصی قابل بازی هستند. بازیکنانی که با لیدی بازی کنند، در خط داستانی مشابه «نرو» قرار خواهند گرفت. لیدی در قسمت‌هایی همچون سازوکار حرکات با استفاده از قلاب، گیم‌پلی مشابهی با «نرو» دارد. با این وجود، مبارزات او به شدت وابسته به سلاح‌های گرم وی هستند. بازیکنانی که با «تریش» بازی کنند خط داستانی مشابهی با «دانته» خواهند داشت، چرا که سبک گیم‌پلی او مشابه «دانته» است.
با وجود واکنش‌های مثبت به نسخه‌های پلی‌استیشن ۴ و ایکس‌باکس وان، نسخه رایانه با واکنش‌های متوسطی رو به رو شد. گنجاندن سه شخصیت جدید با سبک مبارزه‌ای پخته، واکنش مثبتی را دربرداشت. گیمینگ یونیون بازی را بسته بسیار کامل‌تری از نسخه عرضه شده در سال ۲۰۰۸ دانست و آن را با نسخه دوباره عرضه شده شیطان هم می‌گرید ۳ مقایسه کرد. گیم اینفورمر گرافیک و مبارزات بازی را پخته و کامل توصیف کرد. با این وجود، بعضی خبرنگاران به دلیل این‌که کپ‌کام مشکلات پس‌گرد را برطرف نکرده بود متأسف بودند، به خصوص با توجه به این که با اضافه شدن «تریش» و لیدی و شباهتشان با «دانته» و «نرو»، این مشکلات بیشتر به چشم می‌آمدند. آی‌جی‌ان به استفاده از معما در بازی معترض بود و فکر می‌کرد که وجود معماها از لذت سرگرم‌کننده‌ترین بخش‌های بازی کاسته است.
بازی در نخستین هفته عرضه‌اش در ژاپن، ۳۸٬۸۷۲ نسخه فروخت. در ژوئیه ۲۰۱۵، کپ‌کام اعلام کرد که فروش نسخه ویژه خوب بوده و اکثریت نسخه‌ها دیجیتالی فروخته شده‌اند. کپ‌کام همچنین گفت که فروش دیجیتالی «نسخه ویژه» از عوامل کلیدی در رشد اقتصادی شرکت در سه‌ماهه مالی دوره عرضه بوده است.

## دنباله
دنباله‌ای برای این بازی با نام شیطان هم می‌گرید ۵ در ۸ مارس ۲۰۱۹ برای پلت‌فرم‌های مایکروسافت ویندوز، پلی‌استیشن ۴ و اکس‌باکس وان منتشر شد. «دانته» و «نرو» در این بازی حضور دارند و علاوه بر آن‌ها، شخصیتی تازه با نام «وی» هم در این بازی اضافه شده و مجموع شخصیت‌های قابل‌بازی، سه نفر است. مشابه شیطان هم می‌گرید ۴، این نسخه هم توسط کپ‌کام توسعه و انتشار داده شد. هیدئاکی ایتسونو، تاتسویا یوشیکاوا و بینگو موریهاشی هم در توسعه این بازی نقش داشته‌اند.

## واژه‌نامه
1. ↑  Demon
2. ↑  Nero
3. ↑  Kyrie
4. ↑  Credo
5. ↑  Agnus
6. ↑  Fortuna Castle
7. ↑  Hellgate
8. ↑  The Savior
9. ↑  Devil Bringer
10. ↑  Human
11. ↑  Devil Hunter
12. ↑  Son of Sparda
13. ↑  Dante Must Die
14. ↑  Heaven or Hell
15. ↑  Hell or Hell
16. ↑  Red Queen
17. ↑  Red Queen
18. ↑  Blue rose
19. ↑  Yamato
20. ↑  Rebellion
21. ↑  Gilgamesh
22. ↑  The She Viper
23. ↑  Pandora
24. ↑  Bael
25. ↑  Lucifer
26. ↑  Ebnoy&Ivory
27. ↑  Cayote-A
28. ↑  Sparda Sword
29. ↑  Agnus' Containment Room
30. ↑  Legendary Dark Knight Mode
31. ↑  Capcom's Gamer's Day
32. ↑  Christian Svensson
33. ↑  Berial
34. ↑  Hideaki Itsuno
35. ↑  veteran
36. ↑  rookie
37. ↑  Bingo Morihashi
38. ↑  Yuji Shimomura
39. ↑  Ramo Nakajima
40. ↑  Amagasaki City
41. ↑  Tatsuya Yoshikawa
42. ↑  Devil Trigger
43. ↑  Roy Focker
44. ↑  The Super Dimension Fortress Macross
45. ↑  Tetsuya Shibata
46. ↑  Shusaku Uchiyama
47. ↑  Kento Hasegawa
48. ↑  Akihiko Narita
49. ↑  Kota Suzuki
50. ↑  Rei Kondoh
51. ↑  Masayoshi "Chamy" Ishi
52. ↑  Masami Ueda
53. ↑  Shinichiro Sato
54. ↑  Aubrey Ashburn
55. ↑  Shawn "Shootie HG" McPherson of Hostile Groove
56. ↑  Jason "ShyBoy" Arnold of Hypnogaja
57. ↑  Collector's Edition
58. ↑  Art of the Devil
59. ↑  Devil May Cry 4: Refrain
60. ↑  Dirk Watch
61. ↑  Devil May Cry 4: Deadly Fortune
62. ↑  Yasui Kentarou
63. ↑  V
64. ↑  Trish
65. ↑  Lady
66. ↑  EX-colors
67. ↑  Red Orbs
68. ↑  Proud Souls
69. ↑  Gaming Union